# Премія Талії від газети «Свенска даґбладет»
Пре́мія Та́лії від газе́ти «Све́нска даґбла́дет» (швед. Svenska Dagbladets Thaliapris,) — це шведська культурна премія, яку з 1951 року «Svenska Dagbladet» щорічно призначає тим,  що відзначились у театральному світі. Грошовий еквівалент премії становить 25 000 крон. Лауреата нагороджують також дипломом.

## Лауреати премії
- 1951 Аніта Б’єрк
- 1952 Ярл Кулле
- 1953 Гертруд Фрід
- 1954 Інґвар Чельсон
- 1955 Макс фон Сюдов
- 1956 Ульф Пальме
- 1957 Інгмар Бергман
- 1958 Бенґт Еклунд
- 1959 Ґун Арвідсон
- 1960 Аллан Едвалль
- 1961 Улла Смідьє
- 1962 Бібі Андерсон
- 1963 Тойво Павло
- 1964 Ґуннель Брустрем
- 1965 Улла Шеблум
- 1966 Керстін Тіделіус
- 1967 Ернст-Гуґо Єреґорд
- 1968 Леннарт Юльстрем
- 1969 Ян-Улоф Страндберг
- 1970 Ернст Ґюнтер
- 1971 Ґуннель Лінндблум
- 1972 Ян Мальмше
- 1973 Свен Волльтер
- 1974 Ульф Югансон
- 1975 Кеве Єльм
- 1976 Улоф Бергстрем
- 1977 Бер’є Альстедт
- 1978 Марґарета Кроок
- 1979-1980 Кім Андерсон
- 1981 Карл-Ґустаф Ліндстедт
- 1982 Фрей Ліндквіст
- 1983 Пер Маттсон
- 1984 Марґарета Бюстрем
- 1985 Свен Ліндберг
- 1986 Сузанне Устен
- 1987 Ева Бергман
- 1988 Ларс Рудолльфсон
- 1989 Аґнета Екманнер
- 1990 Петер Оскарсон
- 1991 Ларс Мулін
- 1992 Фінн Поульсен
- 1993 Інґвар Гірдвалль
- 1994 Томмі Берґґрен
- 1995 Лінус Тунстрем
- 1996 Стаффан Вальдемар Гольим
- 1997 Торстен Флінк
- 1998 Лена Ендре
- 1999 Анна Петерссон
- 2000 Ясенко Селімович
- 2001 Біргітта Енґлін
- 2002 Філіп Санден
- 2003 Ріхард Турпін
- 2004 Біргітта Егерблад
- 2005 Ріхард Ґюнтер
- 2006 Стіна Екблад
- 2007 Свен Альстрем
- 2008 Андреас Боонстра і Понтус Стенсгелль
- 2009 Александер Мерк-Ейдем
- 2010 Марія Єрансон
- 2011 Інґела Ульсон[1]
- 2012 Кароліна Френде
- 2013 Маттіас Андерссон (режисер) (режисер) і Улла Кассіус (сценограф)[2]
- 2014 Софія Юпітер
- 2015 Лейф Андре